# Балканский пакт
Балканский пакт (греч. Βαλκανικό Σύμφωνο, тур. Balkan Paktı, сербохорв. Балкански пакт/Balkanski pakt, макед. Балкански пакт, словен. Balkanski pakt) — политический союз Турции, Греции и Югославии с 1953 года и военный с 1954 года, направленный на обеспечение коллективной безопасности всех трёх стран от внешних угроз, в первую очередь от СССР и Болгарии, а также Албании. Также его причинами стали политическая изоляция Югославии после конфликта её лидера Тито с главой Советского Союза Сталиным и уклонение Запада от предоставления гарантий безопасности Югославии в случае нападения на неё СССР, в результате чего Югославия решила заключить союз с Грецией и Турцией. Фактически распался в конце 1955 года из-за возникших греко-турецких противоречий, а также урегулирования отношений СССР с Турцией и Югославией.

## Предыстория и переговоры
С 1949 года Греция изучала возможность установления трёхстороннего союза между Грецией, Турцией и Югославией. 28 октября 1949 года государственный секретарь США Дин Ачесон встретился с министром иностранных дел Греции Константиносом Цалдарисом и послом Греции в США Василиосом Дендрамисом для обсуждения членства Греции в организации коллективной безопасности. Они представили Ачесону меморандум, подготовленный генералом Стилианосом Китрилакисом, который выступал за «оборонительный пакт для районов непосредственно к востоку от стран, включенных в Североатлантический пакт», и отметил, что «создание… Балканского блока, состоящего из Турции, Греции и Югославии, внесет значительный вклад в поддержание мира во всем мире». Ачесон отреагировал лишь нейтральным признанием того, что Соединённые Штаты должным образом рассмотрят вопрос о том, что могло бы быть наилучшим курсом действий на Балканах. Госсекретарю США Балканский пакт казался на тот момент неосуществимым, и он не делал это приоритетом американской внешней политики.
В то же время американские разведчики рассматривали Грецию и Югославию как наиболее вероятные цели нападения со стороны Советского Союза и не верили, что Югославия сможет в одиночку защититься не то что от нападения Советского Союза, но и от нападения только его восточноевропейских союзников. В 1950—1951 годах Греция в одностороннем порядке продолжила добиваться улучшения отношений с Турцией и Югославией. Однако турецкое правительство в тот момент не придавало особого приоритета региональной коллективной безопасности, поскольку Турция проявляла больше интереса ко вступлению в НАТО. Греция и Югославия нормализовали отношения в конце 1950 года и подписали несколько торгово-экономических соглашений в июле 1951 года, но Югославия неохотно шла дальше. Тито публично объявил в 1951 году, что не заинтересован в трёхстороннем союзе Греции, Турции и Югославии. Он не видел особого смысла в смене доминирования СССР на контроль Запада. Однако в то же время он признал, что угроза для Югославии также представляла бы угрозу для Греции, и допустил изменение позиции Югославии в зависимости от развития внешнеполитической ситуации. К началу 1952 года Греция и Турция всё же договорились сотрудничать в переговорах по включению Югославии в совместный союз и обратились к заместителю госсекретаря США Джеймсу Уэббу за помощью, но тот отказался, не веря в возможность договориться с Югославией.
В ноябре 1952 года Югославия провела переговоры с Томасом Хэнди, заместителем главнокомандующего вооружёнными силами США в Европе. Хэнди посетил Белград между 15 и 20 ноября 1952 года, незадолго до визита в Грецию, в качестве главы трёхсторонней (американской, британской и французской) делегации с целью координации западного и югославского военного планирования. Различия в целях двух сторон и недоверие югославов к Западу привели к провалу их обсуждений; кроме того, у Хэнди не было полномочий давать конкретные гарантии оказания прямой военной помощи Югославии, если страна подвергнется нападению со стороны СССР. Именно провал миссии Хэнди и победа ярого антикоммуниста Дуайта Эйзенхауэра в американской президентской кампании 1952 года привели к кризису национальной безопасности в Югославии к поздней осени этого года. Тито отдавал себе отчёт в том, что только гарантии Запада могли бы заставить Сталина отказаться от нападения на Югославию. Однако после провала переговоров с Западом Греция и Турция стали стратегически более важными для безопасности Югославии. Поэтому во время заседания Исполнительного комитета Центрального комитета Коммунистической партии Югославии 27 ноября Тито заявил, что Югославия должна вступить в переговоры с Грецией и Турцией.
Югославская военная миссия посетила Грецию и Турцию в сентябре 1952 года, и Греция ответила взаимностью в ноябре. 19—25 января 1953 года состоялась поездка министра иностранных дел Турции Мехмета Фуата Кёпрюлю в Белград и Афины, за которым последовал февральский визит министра иностранных дел Греции Стефаноса Стефанопулоса в Югославию, где он встретился с министром иностранных дел Югославии Кочей Поповичем. С 20 по 22 февраля дипломаты из трёх государств встретились в Афинах и подготовили предварительный текст договора о дружбе.
К моменту заключения Балканского пакта два его члена — Турция и Греция — уже состояли в НАТО; Турция, кроме того, являлась участником СЕНТО.
Министры иностранных дел Греции, Турции и Югославии, которые вели переговоры по Балканскому пакту

## Заключение пакта и условия
Балканский пакт был заложен на основе договора между Грецией, Турцией и Югославией о дружбе и сотрудничестве от 28 февраля 1953 года (Анкара), не предполагавшем военное взаимодействие между странами, и договора о союзе, политическом сотрудничестве и взаимной помощи от 9 августа 1954 года (Блед, Югославия), в котором уже говорилось о военном взаимодействии.
Члены пакта обязались проводить военно-политическое сотрудничество в мирное время и оказывать военную взаимопомощь во время нападения на одну из этих стран. Балканский пакт предусматривал к тому же техническое, экономическое и культурное сотрудничество между странами-участницами. Был создан и руководящий орган Балканского пакта — Постоянный совет, который состоял из министров иностранных дел и других членов правительств государств-участников пакта. Срок действия Балканского пакта составлял 20 лет.
Под давлением США в Балканский пакт с целью ограничения его сферы действия был включен пункт о том, что он «не затрагивает и не может быть истолкован как каким-либо образом затрагивающий права и обязательства Турции и Греции по Североатлантическому договору от 4 апреля 1949 года». Данный пункт не имел практического применения, так как штабные планы участников пакта по-прежнему предусматривали немедленный военный ответ всех сторон в случае внешней агрессии.

## Причины
И Греция, и Турция, и Югославия видели реальную угрозу своей безопасности и территориальной целостности со стороны Советского Союза и его сателлитов, и им всем пришлось преодолеть свое недоверие друг к другу ради заключения пакта. Югославия также стремилась выйти из полной изоляции после эскалации советско-югославского конфликта. При этом, хотя трёхсторонний альянс был в целом направлен на сдерживание советского экспансионизма, его антиболгарская направленность была более очевидной, повторяя тем самым существовавшую до Второй Мировой войны Балканскую Антанту. У всех трёх государств были веские основания опасаться нападения Болгарии. В конце 1940-х и начале 1950-х годов Болгария обладала самой хорошо обученной и оснащённой армией из всех коммунистических государств Восточной Европы, оснащенной по меньшей мере пятью-шестью, а возможно, девятью сотнями советских танков Т-34. До Второй мировой войны Болгария была достаточно русофильской, кроме того, в ней имелась многочисленная коммунистическая партия. Это сделало Болгарию более политически надёжной с точки зрения СССР, а её войска, соответственно, были более дисциплинированными и получали больше советского вооружения. Разрыв Тито с Советами дал ему веские основания внимательно следить за СССР и его сателлитами.
Турция, которая, несмотря на турецкое меньшинство в Болгарии, считала свои отношения с Софией менее напряжёнными, чем у Югославии, была чрезвычайно уязвима для болгарского нападения, так как от болгарской границы до Стамбула меньше ста пятидесяти километров. Греция, инициатор пакта, владела территорией на северном побережье Эгейского моря, которая обладала значительным болгарским населением и, что ещё хуже, непосредственно входила в состав Болгарии до Нёйиского договора. Греческой армии также остро не хватало как танков, так и противотанковых ружей. Оригинальная греческая мотивация Балканского пакта для Ачесона была довольно откровенна в своей антиболгарской ориентации. Греция также, возможно, опасалась Албании; премьер-министр Греции Александрос Папагос утверждал, что Балканский пакт может нейтрализовать Болгарию и Албанию в случае Третьей мировой войны.
В свою очередь, Великобритания поддерживала создание регионального альянса на Балканах, поскольку это дало бы возможность связать Югославию с НАТО через Грецию и Турцию, не предлагая прямого членства югославам.

## Переговоры по вступлению Италии и Израиля в пакт
Италия выражала свою готовность стать членом Балканского пакта и до, и после того, как он был подписан без её участия (в частности, в связи с этим в посольстве Италии в Вашингтоне сетовали, что «Италия была желанной невестой, готовой идти к алтарю, когда бы ни было сделано предложение»), однако основным препятствием на этом пути был вопрос о принадлежности Триеста. Триест находился под оккупацией союзников
со времен Второй мировой войны, и Италия, и Югославия считали этот город своим, что представляло собой проблему в итальяно-югославских отношениях. В то же время югославы изначально не исключали, что Италия могла бы присоединиться к пакту, заключенному в Анкаре. Госсекретарь США Аллен Даллес в разговоре с премьер-министром Турции Аднаном Мендересом в 1953 году называл триестский вопрос важным препятствием на пути преобразования Балканского пакта в военный союз.
Италия же увидела в движении Югославии к сближению с Грецией и Турцией попытку выслужиться перед Западом и поставить Италии мат на переговорах по Триесту. Чтобы защитить свою позицию в Триесте, итальянцы очень внимательно следили за переговорами по Балканскому пакту с момента появления первых намеков на греко-турецко-югославское соглашение. На их стороне выступила американский посол в Италии Клэр Бут Люс, которая при каждой возможности отстаивала интересы Италии перед американскими властями. Эйзенхауэр и Даллес в то время заявляли, что Италия находится всего в одном внешнеполитическом шаге от коллапса в сторону коммунизма.
В попытке успокоить опасения Рима Турция предприняла попытку вовлечь Италию в будущее военное соглашение (которое было заключено в Бледе) в качестве члена-учредителя. Но Греция была «озадачена» предложением Турции, а Югославия проявила враждебность, утверждая, что шаг Италии был продиктован не желанием присоединиться к пакту, а скорее стремлением сорвать и отсрочить завершение переговоров по заключению военного союза в попытке удержать Триест. В итоге предложение Турции провалилось.
В октябре 1954 года Израиль проявил интерес к присоединению к пакту, ожидая, что Югославия сможет выступить посредником в развитии египетско-израильских отношений, но, тем не менее, так и не присоединился к нему.

## Последствия
С конца 1955 года Балканский пакт переживал кризис, который был вызван обострившимися противоречиями между его участниками. 6 сентября 1955 года в турецком консульстве в Салониках была взорвана бомба, что вызвало антигреческие беспорядки в Турции. Эти события совпали с обострением кипрского вопроса, фактически положив конец любому сотрудничеству между Грецией и Турцией. Во время греко-турецкого конфликта югославское правительство пыталось дистанцироваться от пакта, но не разрывать его полностью.
Однако параллельно Советский Союз после смерти Сталина отказался от претензий к Турции по вопросу о проливах и примирился с Югославией. Тито отмечал в разговоре с Даллесом в 1955 году, что больше непосредственной опасности советского нападения уже не существовало. В результате югославы не предприняли усилий, чтобы спасти Балканский пакт в условиях греко-турецких противоречий, и к 1956 году он превратился в мёртвую букву. В 1956—1967 годах (начиная от подавления СССР революции в Венгрии и заканчивая переворотом чёрных полковников в Греции) Тито неоднократно, в зависимости от уровня югославских отношений с СССР, поднимал вопрос о необходимости возобновления Балканского пакта, но его слова не имели никаких последствий.